# رفتگرهای فضایی
رفتگرهای فضایی (انگلیسی: Space Sweepers; کره‌ای: 승리호; هانجا: 勝利號; لاتین‌نویسی اصلاح‌شده: Seungriho; lit. Spaceship Victory) یک فیلم وسترن فضایی محصول کره جنوبی در سال ۲۰۲۱ به کارگردانی جو سونگ-هی و ایفای نقش سونگ جونگ کی، کیم ته-ری، جین سون کیو و یو هه-جین است. این فیلم به عنوان نخستین فیلم پرفروش فضایی در کره جنوبی شمرده می‌شود، و در ۵ فوریه ۲۰۲۱ در نتفلیکس منتشر شد.